# 1800年代
| 千纪： | 2千纪                                                                                            |
| 世纪： | 17世纪 \| 18世纪 \| 19世纪                                                                       |
| 年代： | 1770年代 \| 1780年代 \| 1790年代 \| 1800年代 \| 1810年代 \| 1820年代 \| 1830年代                 |
| 年份： | 1800年 \| 1801年 \| 1802年 \| 1803年 \| 1804年 \| 1805年 \| 1806年 \| 1807年 \| 1808年 \| 1809年 |

1800年代是指1800年至1809年的十年。

## 大事记

### 1803年
- 铈被发现。
- 1月5日——羅伯特·富爾頓建造了第一艘輪船。
- 2月19日——海尔维第共和国结束，瑞士恢复联邦，六个州加入瑞士。
- 2月24日——美國聯邦最高法院對於馬伯利訴麥迪遜案乙案，形塑法院之角色與地位。
- 3月1日——俄亥俄州成为美国第17个州。
- 4月11日——陳德於紫禁城門口行刺嘉慶皇帝未遂。
- 4月30日——路易西安納購地，美国从法国以1500万美元购买路易斯安那。美国疆土隔夜加倍。
- 5月18日——英国向法国宣战。
- 7月5日——法军占领漢諾威。